# Noelle Malkamaki
Noelle Malkamaki, nata DeJaynes (Decatur, 9 gennaio 2001), è un'atleta paralimpica statunitense specializzata nel getto del peso e classificata F46 in quanto affetta dalla nascita da una sindrome che ha impedito lo sviluppo completo del braccio destro.

## Biografia
Nel 2022 vince il suo primo titolo di campionessa nazionale paralimpica nel getto del peso F46, impresa ripetuta anche nel 2023. Quello stesso anno prende parte ai campionati mondiali paralimpici di Parigi 2023, dove conquista la medaglia d'oro e il nuovo record del mondo del getto del peso F46 con la misura di 13,32 m.
Nel 2024 partecipa nuovamente ai campionati mondiali paralimpici di Kobe, dove si riconferma campionessa iridata, e quattro mesi dopo scende in pedana ai Giochi paralimpici di Parigi, dove si laurea campionessa paralimpica e porta il record mondiale del getto del peso F46 a 14,06 m.

## Record nazionali
- Getto del peso F46: 14,06 m  ( Parigi, 4 settembre 2024)

## Progressione

### Getto del peso F46
| Stagione | Misura  | Luogo  | Data      | Rank. Mond. |
| -------- | ------- | ------ | --------- | ----------- |
| 2024     | 14,06 m | Parigi | 4-9-2024  | 1ª          |
| 2023     | 13,32 m | Parigi | 14-7-2023 | 1ª          |
| 2022     | 12,24 m | Mesa   | 21-5-2022 | 1ª          |

## Palmarès
| Anno | Manifestazione                  | Sede   | Evento             | Risultato | Prestazione | Note            |
| ---- | ------------------------------- | ------ | ------------------ | --------- | ----------- | --------------- |
| 2023 | Campionati mondiali paralimpici | Parigi | Getto del peso F46 | Oro       | 13,32 m     | Record mondiale |
| 2024 | Campionati mondiali paralimpici | Kōbe   | Getto del peso F46 | Oro       | 13,12 m     |                 |
| 2024 | Giochi paralimpici              | Parigi | Getto del peso F46 | Oro       | 14,06 m     | Record mondiale |